# یک مادر برای کریسمس
یک مادر برای کریسمس (به انگلیسی: A Mom for Christmas) فیلمی تلویزیونی محصول سال ۱۹۹۰ و به کارگردانی جرج تی. میلر است. در این فیلم بازیگرانی همچون الیویا نیوتن-جان، جولیت سورسی، داگ شیهان، دوریس رابرتس، اوبری موریس، کامرون آرگانزیانو و جیم پوداک ایفای نقش کرده‌اند.